# Ian Sneddon
Ian Naismith Sneddon (Glasgow, 8 december 1919 – aldaar, 4 november 2000) was een Brits wiskundige en natuurkundige.
Hij studeerde met First Class Honours in 1940 in beide studierichtingen af. Sneddon werkte in de oorlog aan geheime projecten in het Cavendish-laboratorium in Cambridge. Na de oorlog werkte hij nauw samen met de vermaarde natuurkundige Nevill Mott aan hun boek over golfmechanica en aan vraagstukken op het terrein van de kernfysica.

## Biografie

### Golfmechanica
In 1948 verscheen hun invloedrijke boek Wave Mechanics and its Applications. Het boek behandelt een breed scala van onderwerpen, variërend van valentie, elektron spin tot relativistische kwantumtheorie.

### Opus magnum
In 1946 werd Sneddon benoemd tot lector in de theoretische natuurkunde aan de Universiteit van Glasgow. In 1951 verscheen zijn beroemde werk Fourier Transforms, waarmee elke wiskundige vertrouwd is. Opmerkelijk is dat deze klassieke tekst in 1995 ongewijzigd als herdruk verscheen. In 1956 werd dr. Sneddon aangesteld tot hoogleraar in de toegepaste wiskunde aan de Universiteit van Glasgow. Hoewel van zijn hand enkele honderden researchartikelen zijn verschenen, is zijn internationale faam vooral gevestigd door zijn 500 of meer pagina's tellende boekwerken, waardoor nieuwe onderzoeksterreinen werden geopend of verdiept.

### Partiële differentiaalvergelijkingen
Sneddons volgende boek verscheen in 1957 onder de titel 'Elements of Partial Differential Equations', waarin de toepassing van partiële diffentiaalvergelijkingen wordt gepresenteerd in de thermodynamica, stochastische processen en sterfte- en geboorteprocessen van bacteriën. Wiskundig centraal staan de Laplace-vergelijking, grenswaardevraagstukken, de golfvergelijking en de warmtevergelijking.
In 1960 publiceerde Sneddon samen met James George Defares het boek 'The Mathematics of Medicine and Biology'. In 1966 verscheen een ander belangrijk werk onder de titel 'Mixed Boundary Value Problems in Potential Theory'.
Professor Sneddon was als gasthoogleraar verbonden aan verschillende universiteiten en ontving een groot aantal onderscheidingen voor zijn werk, waaronder een benoeming tot Officier in de Orde van het Britse Rijk in 1969. Hij was lid van talrijke academies, waaronder de Royal Society of London en de Royal Society of Edinburgh.